# SM U-38
El SM U-38 fue un submarino Tipo 31 de la Armada Imperial Alemana ; participó en la Primera Guerra Mundial (Deutsche Kaiserliche Marine), y es considerado en la actualidad como el submarino militar con el tercer mayor palmarés absoluto de la Historia naval militar, por detrás de los también alemanes SM U-35 y SM U-39, todos ellos pertenecientes a la misma serie de construcción, la "Zweihüllen-Hochseeboot-Typ U 31-U 41" (esp. Submarino de Alta Mar Tipo U 31-U 41 de Doble Casco).

## Historia

### Construcción

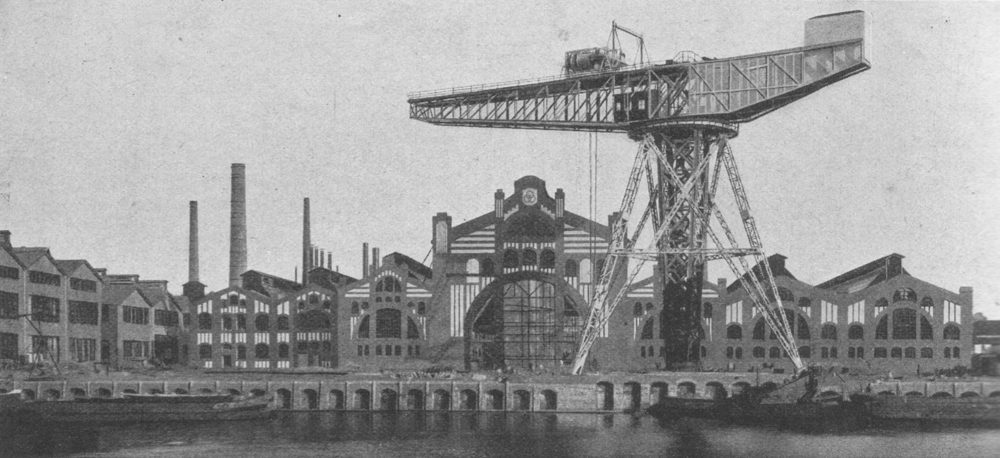
Los Astilleros Germaniawerft en el puerto de Kiel

La construcción del SM U-38, octava unidad de su serie, fue oficialmente autorizada el 12 de junio de 1912, y en los Astilleros Germania de Kiel (al. Germaniawerft) pusieron la quilla de la nueva nave el 25 de febrero de 1913, asignándole como cifra registro del astillero el n.º 189. La botadura del submarino, listo para tomar agua, llegó más de un año después, el 9 de septiembre de 1914. Las obras de terminación y las pruebas preceptivas fueron mucho más rápidas, y el 15 de diciembre siguiente fue entregado a la Armada Imperial Alemana, siendo puesto al mando del que sería su comandante (al. Kommandant) durante más tiempo, el Kapitänleutnant Max Valentiner, oficial de origen danés.

### Historial bélico
Entre diciembre de 1914 y abril del siguiente año, el SM U-38 realizó diversas pruebas y patrullas, sin conseguir hundir ningún buque enemigo o neutral. Esta falta de éxitos quedaría interrumpida el día 18 de aquel mes, en el que apresó el vapor noruego Brilliant (1 441 TRB, constr. 1903). Capturado y conducido a aguas alemanas por un destacamento de abordaje del SM U-38, fue incautado por la Armada Imperial Alemana aunque, posteriormente fue devuelto a su propietario. El 20 de junio , en una posterior patrulla, el SM U-38 divisó y torpedeó al crucero acorazado británico de 11 020 t HMS Roxburgh, cuando navegaba a unas 100 millas al E. del Firth of Forth. El HMS Roxburgh, el mayor buque de guerra que el SM U-38 llegaría a atacar en su dilatada carrera bélica, encajó un torpedo pero sobrevivió, consiguiendo volver a su base. La gravedad de los daños sufridos lo mantendría fuera de servicio durante un año entero.

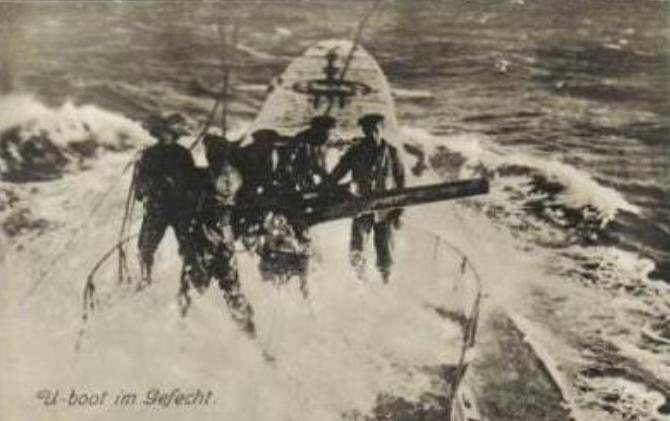
"U-boot im Gefecht" (esp. "submarino en combate")

Tras realizar una serie de cinco patrullas de combate desde la base submarina de Helgoland, donde se encontraba adscrito a la II Flotilla Submarina (al. II. U-Boot-Flottille), el SM U-38 fue asignado para una misión secreta: rescatar a prisioneros de guerra alemanes en la costa de Gales, tras evadirse éstos de su cautiverio en la localidad de Denbigh, que sólo distaba 65 km del litoral. El 4 de agosto de 1915, el SM U-38 partió junto con el SM U-27, tras una meticulosa planificación secreta, en la que había tomado parte el Mando Submarino (al. Führung der U-Boote, F.d.U.) dirigido en aquella época por el Capitán de Fragata (al. Fregattenkapitän) Hermann Bauer. El primer punto del plan se llevó a término con pleno éxito al reunirse el SM U-27 y el SM U-38 en la Bahía de Liverpool, sin ser detectados, durante la noche del 13 de agosto. La noche siguiente debían ser recogidos en la costa los tres evadidos: los capitanes Tholens (primer oficial del SMS Mainz) y Von Henning (comandante del SM U-18), y un oficial del Ejército (al. Heer). Tras conferenciar los comandantes del SM U-38 (K.L. Max Valentiner) y del SM U-27 (K.L. Bernhard Wegener) decidieron que sería el U-38 el que recogería a los fugados, y el U-27 partió hacia el sur rumbo al Canal de San Jorge en demanda de las rutas comerciales británicas más transitadas, en busca de mercantes a los que hundir.
Nadie sospechaba entonces que el SM U-27 y su tripulación serían sorprendidos y masacrados por el HMS Baralong, un Q-Ship británico. El caso generó un agrio debate diplomático y levantó una gran polémica mediática, siendo conocido como "Incidente Baralong", pero el comandante del Q-Ship, reo de un crimen de guerra por la muerte de doce náufragos inermes del SM U-27, fue recompensado (ni enjuiciado ni sentenciado) por voluntad política del gobierno británico.
En cuanto al rescate de los fugados, fracasó por pura mala suerte. Durante dos noches seguidas, el SM U-38 esperó sin éxito encontrarse con los tres oficiales en Great Orme's Head. Doce años más tarde se supo que éstos habían estado allí mismo, pero fuera de la vista del submarino. Éste había hecho señales luminosas hacia la costa, y otro tanto había hecho el grupo de evadidos en dirección al mar. Pero uno y otro se hallaban en puntos separados por un promontorio rocoso que impedía el avistamiento mutuo. Finalmente los tres fugados fueron capturados por los británicos, y el SM U-38 abandonó el punto de reunión y salió hacia alta mar. Antes de entrar de nuevo en su base el 29 de agosto, el SM U-38 había completado la que sería la misión de mejores resultados de todas las realizadas por un submarino en los accesos marítimos a las islas británicas: había hundido 22 vapores mercantes, tres veleros y cinco pesqueros (sumando un total de 74 194 TRB).

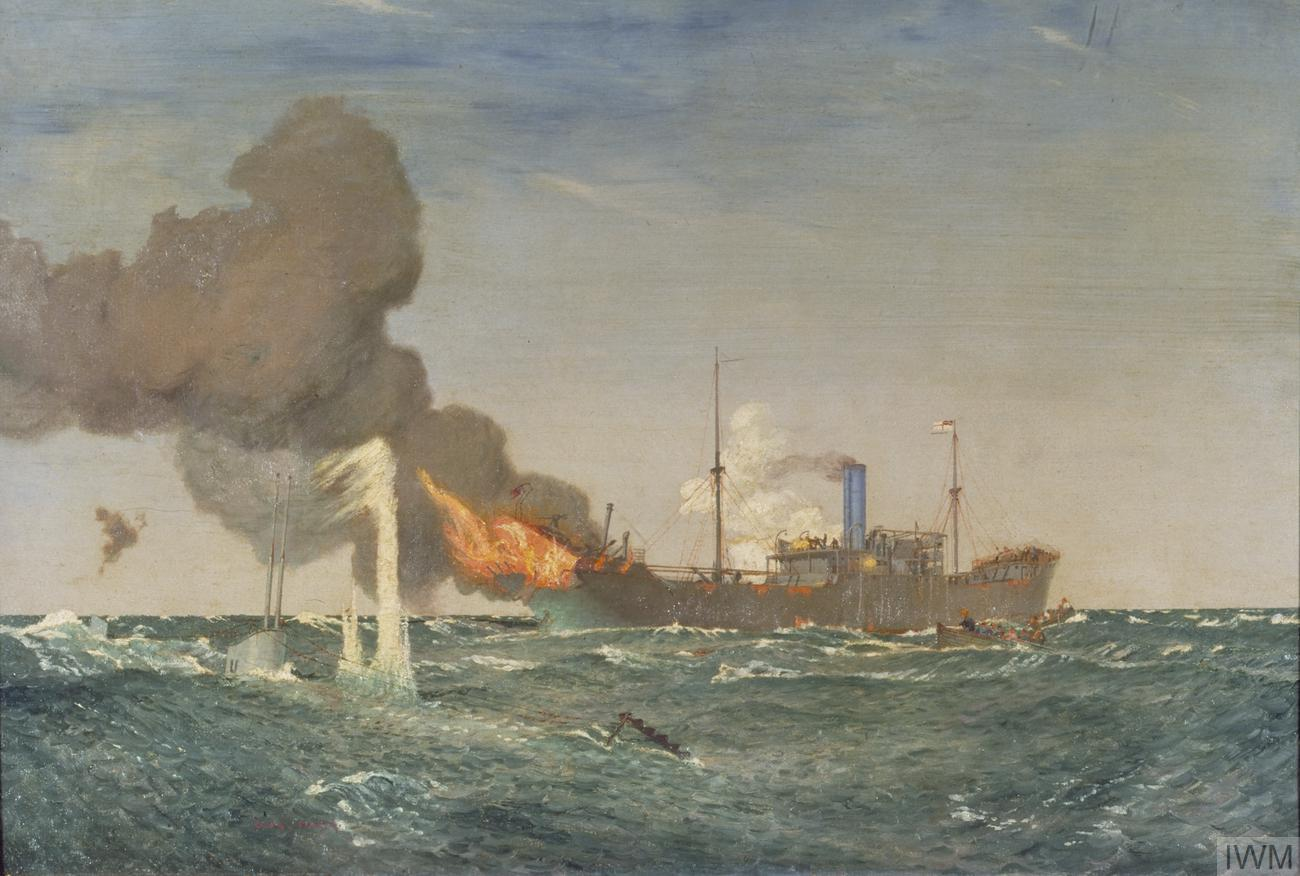
Combate entre el Q-Ship HMS Dunraven y el submarino UC-71

La séptima misión del SM U-38 (desde el 20 de octubre hasta el 11 de noviembre de 1915) supuso para éste un cambio de escenario: fue transferido desde las costas alemanas del Mar del Norte a las cálidas aguas del Mediterráneo. En su viaje hacia el sur, el SM U-38 hundió 14 mercantes (47 460 TRB en total). El submarino pasó a formar parte de la U-Flottille Pola (esp. Flotilla Submarina de Pola), establecida en dos bases navales de la Armada Imperial Austro-Húngara en el Adriático: Pola (act. Pula, Croacia) y Cattaro (act. Kotor, Montenegro). El 9 de diciembre de 1915 el SM U-38 fue comisionado en una misión secreta para llevar armas y asesores militares a la costa de Libia. Sus destinatarios eran los miembros de una hermandad musulmana, la Orden de los Sanusiya, que resistía militarmente contra los italianos en Libia y los británicos en Egipto. El SM U-38 tomó a remolque al pequeño submarino SM UC-12, con agentes y armas a bordo, y llegó con él hasta la llamada Barrera de Otranto, punto de bloqueo aliado para cerrar el Adriático al paso de la Armada Austro-Húngara. Allí, ante la presencia de buques de superficie aliados, el SM U-38 hubo de separarse del SM UC-12, al que no pudo encontrar más adelante. Siguiendo las órdenes recibidas, el SM U-38 alcanzó la costa libia cerca de la ciudad de Bardia, y allí desembarcó el armamento y material que llevaba a bordo, concluyendo su misión.
El SM U-38 fue transferido a la División del Mediterráneo (al. Mittelmeer-Division) con base en Constantinopla, y encuadrado en la misma realizó dos misiones de combate en aguas del Mar Negro en el verano de 1916, en las que no logró hundir barcos enemigos o neutrales. En su decimotercera misión de combate, iniciada el 7 de septiembre siguiente, el SM U-38 recibió órdenes de volver a su anterior base en Cattaro, adonde arribó tras haber hundido 22 buques con un total conjunto de 50 113 TRB. En su siguiente misión, el SM U-38 se internó en aguas del Atlántico oriental, hundiendo en la Rada de Funchal (Islas Madeira) al cablero británico CS Dacia (1 856 TRB) y a dos buques de guerra franceses, el cañonero Surprise (de 680 t) y al pontón nodriza de submarinos Kanguroo (de 2 493 t). Temiendo quedarse sin combustible debido a la gran distancia alcanzada con respecto a su base, el Kapitänleutnant Max Valentiner hizo remolcar el SM U-38, durante un tiempo, por un buque noruego al que detuvo y capturó, liberándolo finalmente. Cuando al fin de esta misión entró en Cattaro el 23 de diciembre de 1916, el SM U-38 había hundido 14 barcos, incluidos los tres sorprendidos en Funchal, totalizando 31 710 TRB. Por los méritos contraídos hasta esa fecha en misiones de hostigamiento al tráfico marítimo aliado, el K.L. (Kapitänleutnant) Max Valentiner fue condecorado con la Orden Pour le Mérite, la más alta condecoración militar del II Reich alemán, el 26 de diciembre siguiente.
Tras haber completado 18 misiones de combate en alta mar, el K.L. Max Valentiner entregó el mando del SM U-38 a su nuevo comandante, el K.L. Wilhelm Canaris. Valentiner había llegado a hundir 134 barcos al mando del SM U-38, totalizando 290 282 TRB, más dos buques de guerra, con un total de 3 173 t. Estos éxitos lo consolidaron como uno de los más destacados comandantes de submarino de la Historia mundial, concretamente el tercero con más hundimientos acreditados, sólo superado por el K.L. Lothar von Arnauld de la Perière (203 buques, 490 181 TRB) y el K.L. Walter Forstmann (153 buques, 422 159 TRB), primero y segundo respectivamente. El K.L. Wilhelm Canaris entregó el mando del SM U-38, a los dos meses de recibirlo (del 16 de septiembre al 15 de noviembre de 1917), al K.L. Hans-Heinrich Wurmbach, y éste a su vez, dos meses más tarde (16 de noviembre de 1917 - 18 de enero de 1918), al K.L. Clemens Wickel, con el que el submarino realizó sus tres últimos hundimientos de buques, entre abril y mayo de 1918, y completó sus tres últimas misiones en tiempo de guerra, de las veintiuna que llegó a realizar a lo largo de su existencia.

### Palmarés y destino final
Cuando concluyó la I Guerra Mundial, el SM U-38 era, con 142 buques hundidos (296 675 TRB) y 7 dañados (36 989 TRB), el tercer submarino con más hundimientos de la Armada Imperial Alemana (y de todas las armas submarinas del mundo), sólo superado por los submarinos de su misma serie SM U-35 (226 buques hundidos, con 538 498 TRB; y 10 dañados, con 36 889 TRB) y SM U-39 (155 buques hundidos, con 107 123 TRB; y 7 dañados, con 30 552 TRB). En cumplimiento de las cláusulas del Armisticio del 11 de noviembre de 1918 que puso fin a la I Guerra Mundial, el gobierno alemán de la recién creada República de Weimar hizo entrega a los Aliados de toda su flota submarina. En consecuencia, el SM U-38 fue oficialmente entregado a la Marine Nationale de France el 23 de febrero de 1919, que lo llevó al desguace en el puerto de Brest en julio de 1921.

## Jefes al mando
• Kapitänleutnant  Max Valentiner – Desde el 5 de diciembre de 1914 hasta el 15 de septiembre de 1917.

• Kapitänleutnant Wilhelm Canaris – Desde el 16 de septiembre de 1917 hasta el 15 de noviembre de 1917.

• Oberleutnant zur See  Hans-Heinrich Wurmbach – Desde el 16 de noviembre de 1917 hasta el 18 de enero de 1918.

• Kapitänleutnant  Clemens Wickel – Desde el 19 de enero de 1918 hasta el 11 de noviembre de 1918.

## Víctimas del SM U-38
| Nombre            | Cpt. U-38     | Fecha       | TRB   | Nacionalidad | Estado   | Tipo barco (año constr.): Carga          | M. | Lugar                                                                     |
| ----------------- | ------------- | ----------- | ----- | ------------ | -------- | ---------------------------------------- | -- | ------------------------------------------------------------------------- |
| Brilliant         | M. Valentiner | 18 abr 1915 | 1441  | Noruega      | Apresado | Vapor (1903): Madera, provisiones        | 0  | Mar del Norte (55° 30′ N, 5° 42′ E) zona de Horns Riff                    |
| Eva               | M. Valentiner | 22 abr 1915 | 312   | Noruega      | Hundido  | Velero (1878): Entibos                   | 0  | 170 mn al NE de Longstone (56° 31′ N, 3° 3′ E)                            |
| Oscar             | M. Valentiner | 22 abr 1915 | 766   | Noruega      | Hundido  | Velero (1861): Entibos                   | -  | Al SW de Lindesnaes (56° 31′ N, 3° 3′ E)                                  |
| Nidaros           | M. Valentiner | 24 abr 1915 | 766   | Dinamarca    | Apresado | Vapor (1889)                             | -  | Mar del Norte                                                             |
| Torwald           | M. Valentiner | 24 abr 1915 | 1085  | Suecia       | Apresado | Vapor (1879): Madera                     | -  | Mar del Norte                                                             |
| Elida             | M. Valentiner | 30 abr 1915 | 1693  | Suecia       | Hundido  | Vapor (1889): Entibos                    | 0  | 190 mn al E1/2N de Islas Farne (56° 29′ N, 3° 16′ E)                      |
| HMS Roxburgh      | M. Valentiner | 20 jun 1915 | 10850 | Reino Unido  | Dañado   | Crucero acorazado (1904)                 | 0  | Ca. 100 mn al E del Firth of Forth (56° 47′ N, 0° 38′ E)                  |
| Carisbrook        | M. Valentiner | 21 jun 1915 | 2352  | Reino Unido  | Hundido  | Vapor (1907): Trigo                      | 0  | 70 mn al S3/4W de Punta Start, Islas Orcadas                              |
| Leo               | M. Valentiner | 22 jun 1915 | 269   | Rusia        | Hundido  | Velero (1899): en lastre                 | 0  | Pos. 59° 5′ N, 0° 36′ W (sg. "KTB" 58° 55′ N, 1° 13′ W)                   |
| Ugiebrae          | M. Valentiner | 23 jun 1915 | 79    | Reino Unido  | Hundido  | Trainera (1902)                          | 0  | 35 mn al ENE de Outer Skerries (60° 53' N, 0s 12' W) 22:06 h "D"          |
| Elizabeth         | M. Valentiner | 23 jun 1915 | 92    | Reino Unido  | Hundido  | Trainera (1907)                          | 0  | 40 mn al ESE de Outer Skerries (60° 55′ N, 0° 3′ W) 22:45 h D             |
| Josephine         | M. Valentiner | 23 jun 1915 | 85    | Reino Unido  | Hundido  | Trainera (1906)                          | 0  | 40 mn al NExE1/2E del Faro Outer Skerries (61° 5′ N, 0° 15′ W) 22:54 h D  |
| Uffa              | M. Valentiner | 23 jun 1915 | 79    | Reino Unido  | Hundido  | Trainera (1908)                          | 0  | 40 mn al ENE del Faro Outer Skerries (60° 55′ N, 0° 3′ W) 23:05 h D       |
| Four              | M. Valentiner | 23 jun 1915 | 84    | Reino Unido  | Hundido  | Trainera (1900)                          | 0  | 45 mn al NExE1/2E del Faro Outer Skerries (61° 22′ N, 0° 51′ W) 23:20 h D |
| Research          | M. Valentiner | 23 jun 1915 | 89    | Reino Unido  | Hundido  | Trainera (1904)                          | 0  | 42 mn al NE del Faro Outer Skerries (61° 9′ N, 0° 17′ W) 23:35 h D        |
| Piscatorial       | M. Valentiner | 23 jun 1915 | 84    | Reino Unido  | Hundido  | Trainera (1910)                          | 0  | 41 mn al ENE del Faro Outer Skerries (60° 55′ N, 0° 1′ W) 23:50 h D       |
| Viceroy           | M. Valentiner | 24 jun 1915 | 150   | Reino Unido  | Hundido  | Arrastrero (1899)                        | 0  | 50 mn al ENE del Faro de los Outer Skerries a 00:05 h D                   |
| Quiet Waters      | M. Valentiner | 24 jun 1915 | 63    | Reino Unido  | Hundido  | Trainera (1904)                          | 0  | 25 mn al E de Faro Out. Skerries (35 mn ExN Balta Sound) 00:35 h D        |
| Commander         | M. Valentiner | 24 jun 1915 | 149   | Reino Unido  | Hundido  | Arrastrero (1899)                        | 0  | 49 mn al E de Balta Sound (40 mn al ENE del Faro de los Outer Skerries)   |
| Primrose          | M. Valentiner | 24 jun 1915 | 91    | Reino Unido  | Hundido  | Trainera (1904)                          | 0  | 40 mn al NExE de los Outer Skerries a 01:16 h D                           |
| Lebanon           | M. Valentiner | 24 jun 1915 | 111   | Reino Unido  | Hundido  | Arrastrero (1907)                        | 0  | 30 mn E1/2N Muckle Flugga (40 mn ENE Faro Outer Skerries) 01:35 h D       |
| Vine              | M. Valentiner | 24 jun 1915 | 110   | Reino Unido  | Hundido  | Arrastrero (1900)                        | 0  | 30 mn al NExE del Faro de los Outer Skerries, a 01:37 h D                 |
| Star of Bethlehem | M. Valentiner | 24 jun 1915 | 77    | Reino Unido  | Hundido  | Trainera (1908)                          | 0  | 40 mn al ENE del Faro de los Outer Skerries a 02:22 h D                   |
| J.M.S.            | M. Valentiner | 24 jun 1915 | 78    | Reino Unido  | Hundido  | Trainera (1908)                          | 0  | 42 mn al ENE del Faro de los Outer Skerries a 02:35 h D                   |
| Monarda           | M. Valentiner | 24 jun 1915 | 87    | Reino Unido  | Hundido  | Trainera (1913)                          | 0  | 41 mn al ENE de los Outer Skerries a 02:43 h D                            |
| Hans Emil         | M. Valentiner | 5 ago 1915  | 106   | Dinamarca    | Hundido  | Velero (1892): Entibos                   | 0  | Mar del Norte (57° 7′ N, 4° 8′ E)                                         |
| Vanadis           | M. Valentiner | 5 ago 1915  | 484   | Noruega      | Hundido  | Velero (1875): Entibos                   | 0  | Mar del Norte (56° 49′ N, 5° 2′ E)                                        |
| Ocean Queen       | M. Valentiner | 6 ago 1915  | 185   | Reino Unido  | Hundido  | Arrastrero (1900)                        | 0  | 25 mn al NW de Muckle Flugga                                              |
| Westminster       | M. Valentiner | 6 ago 1915  | 252   | Reino Unido  | Hundido  | Arrastrero (1906)                        | -  | 30 mn al ExS de Balta Sound (60° 38′ N, 0° 12′ E)                         |
| Thrush            | M. Valentiner | 9 ago 1915  | 264   | Reino Unido  | Hundido  | Arrastrero (1906)                        | 0  | 50 mn al W de la Isla de Eagle                                            |
| Oakwood           | M. Valentiner | 10 ago 1915 | 4279  | Reino Unido  | Hundido  | Vapor (1903): en lastre                  | 0  | 45 mn al SSE de Old Head of Kinsale                                       |
| Bonny             | M. Valentiner | 17 ago 1915 | 2702  | Reino Unido  | Hundido  | Vapor (1891): en lastre                  | 0  | 16 mn al SxE de Tuskar Rock (Canal de San Jorge)                          |
| George Baker      | M. Valentiner | 17 ago 1915 | 91    | Reino Unido  | Hundido  | Trainera (1913)                          | 0  | 45 mn al N de Bishop Rock (Canal de San Jorge)                            |
| Glenby            | M. Valentiner | 17 ago 1915 | 2196  | Reino Unido  | Hundido  | Vapor (1900): Carbón                     | 2  | 30 mn al N de The Smalls (Canal de San Jorge)                             |
| Isidoro           | M. Valentiner | 17 ago 1915 | 2044  | España       | Hundido  | Vapor (1897): Hierro (mena)              | 0  | 17 mn al ESE de Tuskar                                                    |
| Kirkby            | M. Valentiner | 17 ago 1915 | 3034  | Reino Unido  | Hundido  | Vapor (1891): Carbón                     | 0  | 23 mn al WxS de la Isla de Bardsey                                        |
| Maggie            | M. Valentiner | 17 ago 1915 | 269   | Reino Unido  | Hundido  | Vapor (1907): en lastre                  | 0  | 8 mn al E del Buque-Faro de S. Arklow                                     |
| Paros             | M. Valentiner | 17 ago 1915 | 3596  | Reino Unido  | Hundido  | Vapor (1898): Trigo                      | 0  | 30 mn al WxN de la Isla de Bardsey                                        |
| Repeat            | M. Valentiner | 17 ago 1915 | 107   | Reino Unido  | Hundido  | Arrastrero (1913)                        | 0  | 18 mn al WxS de la Isla de Bardsey                                        |
| The Queen         | M. Valentiner | 17 ago 1915 | 557   | Reino Unido  | Hundido  | Paquebote (1897): Carbón                 | 0  | 40 mn al NNE de The Smalls (Canal de San Jorge)                           |
| Thornfield        | M. Valentiner | 17 ago 1915 | 488   | Reino Unido  | Hundido  | Vapor (1913): Madera (bordas)            | 0  | 25 mn al NNE de The Smalls (Canal de San Jorge)                           |
| Baron Erskine     | M. Valentiner | 19 ago 1915 | 5585  | Reino Unido  | Hundido  | Vapor (1911): en lastre                  | 0  | 25 mn al NNW de Bishop Rock (50º 12' N, 6º 50 W) ha. 09:20 h.             |
| Restormel         | M. Valentiner | 19 ago 1915 | 2118  | Reino Unido  | Hundido  | Vapor (1901): Hierro (mena)              | 0  | 28 mn al NNW de Bishop Rock (50º 15' W, 6º 52' W)                         |
| Samara            | M. Valentiner | 19 ago 1915 | 3172  | Reino Unido  | Hundido  | Paquebote (1906): Azúcar                 | 0  | 35 mn al W de Bishop Rock (49º 45' W, 7º 20' W)                           |
| Bittern           | M. Valentiner | 20 ago 1915 | 1797  | Reino Unido  | Hundido  | Paquebote (1912): Carbón, diversa        | 0  | 50 mn al NW de la Isla de Ouessant (48º 53' W, 6º 18' W)                  |
| Carterswell       | M. Valentiner | 20 ago 1915 | 4308  | Reino Unido  | Hundido  | Vapor (1914): Trigo                      | 0  | 65 mn al NW de la Isla de Ouessant                                        |
| Daghestan         | M. Valentiner | 20 ago 1915 | 2817  | Bélgica      | Hundido  | Buque-tanque (1898)                      | -  | Junto a la Isla de Ouessant (48° 35′ N, 6° 25′ W)                         |
| Martha Edmonds    | M. Valentiner | 20 ago 1915 | 182   | Reino Unido  | Hundido  | Velero (1873): Plata (mena) (?)          | -  | 62 mn al WNW de la Isla de Ouessant                                       |
| Cober             | M. Valentiner | 21 ago 1915 | 3060  | Reino Unido  | Hundido  | Vapor (1904)                             | -  | 45 mn al SSW de la Islas Scilly (49° 10′ N, 6° 30′ W)                     |
| Ruel              | M. Valentiner | 21 ago 1915 | 4029  | Reino Unido  | Hundido  | Vapor (1913): en lastre                  | 1  | 45 mn al SW de Bishop Rock (49° 25′ N, 7° 10′ W)                          |
| San Melito        | M. Valentiner | 21 ago 1915 | 10160 | Reino Unido  | Dañado   | Buque-tanque (1914)                      | 0  | Cañoneado 70 mn al W del Faro Lizard                                      |
| Windsor           | M. Valentiner | 21 ago 1915 | 6055  | Reino Unido  | Hundido  | Vapor (1912): Carbón                     | 0  | 70 mn al SW1/2S de Wolf Rock                                              |
| Diomed            | M. Valentiner | 22 ago 1915 | 4672  | Reino Unido  | Hundido  | Vapor (1895): Diversa                    | 10 | 57 mn al WNW de las Islas Scilly (50° 21′ N, 6° 40′ W)                    |
| Palmgrove         | M. Valentiner | 22 ago 1915 | 3100  | Reino Unido  | Hundido  | Vapor (1896): Carbón                     | 0  | 40 mn al WxN1/2N de las Islas Scilly (49° 52′ N, 7° 40′ W)                |
| Silvia            | M. Valentiner | 23 ago 1915 | 5268  | Reino Unido  | Hundido  | Buque-tanque (1913): Petróleo            | 0  | 47 mn al W del Faro de Fastnet (51° 50′ N, 10° 46′ W)                     |
| Woodfield         | M. Valentiner | 3 nov 1915  | 3584  | Reino Unido  | Hundido  | Vapor (1905): en lastre                  | 8  | 40 mn al ESE de Ceuta (35° 42′ N, 4° 28′ W)                               |
| Yasukuni Maru     | M. Valentiner | 3 nov 1915  | 5118  | Japón        | Hundido  | Vapor (1893): Hidrocarburos, mat. ff.cc. | 0  | Frente a la Isla de Alborán (35° 46′ N, 3° 42′ W)                         |
| Dahra             | M. Valentiner | 4 nov 1915  | 2127  | Francia      | Hundido  | Vapor (1891): Grano                      | 0  | Cañoneado al NNE de Orán (36° 22′ N, 0° 25′ W) ha. 11:00 h.               |